# Кшижановиці (Опольське воєводство)
Кшижановиці (пол. Krzyżanowice, нім. Krysanowitz) — село в Польщі, у гміні Гожув-Шльонський Олеського повіту Опольського воєводства.
Населення — 222 особи (2011).
У 1975—1998 роках село належало до Ченстоховського воєводства.

## Демографія
Демографічна структура станом на 31 березня 2011 року:
|          | Загалом | Допрацездатний вік | Працездатний вік | Постпрацездатний вік |
| -------- | ------- | ------------------ | ---------------- | -------------------- |
| Чоловіки | 107     | 16                 | 79               | 12                   |
| Жінки    | 115     | 24                 | 73               | 18                   |
| Разом    | 222     | 40                 | 152              | 30                   |